# Bundesstraße 13
Die Bundesstraße 13 (Abkürzung B 13) ist eine längere Bundesstraße in Bayern. Sie führt von der Anschlussstelle Würzburg/Randersacker über die jüngste bayerische Großstadt Ingolstadt und die Metropole München bis an die Ufer des Sylvensteinsees in den Alpen, nahe der Grenze zu Österreich. Das erste Teilstück von der alten bischöflichen Residenzstadt Würzburg bis zur Autobahnanschlussstelle bei Randersacker wurde zur St 2449 herabgestuft.

## Geschichte
Die nördliche Teilstrecke zwischen Ansbach und Ochsenfurt wurde in den Jahren 1766 bis 1773 zu einer befestigten Chaussee ausgebaut. Auch der südliche Streckenabschnitt zwischen München und Holzkirchen (Oberbayern) wurde bereits 1790 als Teil der Landstraße von München nach Miesbach fertiggestellt.
In der Finanzperiode 1819–1823 wurden die Straßen Ellingen – Gunzenhausen – Ansbach und Ochsenfurt – Würzburg auf Kosten des bayerischen Staates zu Chausseen ausgebaut.
Die bayerischen Staatsstraßen wurden ihrem Anfangsort entsprechend nummeriert:
- Staatsstraße Nr. 53: Ingolstadt – Weißenburg
- Staatsstraße Nr. 87: München – Tegernsee
- Staatsstraße Nr. 88: München – Pfaffenhofen – Ingolstadt
- Staatsstraße Nr. 145: Würzburg – Ansbach – Ellingen

Die 1932 eingeführte Fernverkehrsstraße 13 (FVS 13), 1934 in Reichsstraße 13 (R 13) umbenannt, führte von München aus jedoch nicht nach Bad Tölz, sondern über Bad Aibling und Rosenheim bis Kiefersfelden am Inn. Diese Reichsstraße wurde am 6. Januar 1936 durch die neu eröffnete Reichsautobahn München – Rosenheim ersetzt und endete dadurch in München-Schwabing an der B 11 (Kreuzung Leopold-/Ungererstraße). Erst in den 1970er Jahren wurde die Straße von München über Bad Tölz zum Sylvensteinsee zur Bundesstraße erhoben. Die ursprüngliche Trasse der FVS 13 gen Rosenheim südöstlich vom Bahnübergang in Perlach wurde durch ein Neubaugebiet mit einem anderen Straßenlayout Ende der 1970er/Anfang der 1980er Jahre unterbrochen.
Früher war die B 13 die Verbindungsachse zwischen Würzburg und München. Durch den Bau der Bundesautobahn 3 hat sie diese großräumige Verbindungsfunktion verloren.

## Verlauf
Die Bundesstraße 13 beginnt an der Anschlussstelle Würzburg/Randersacker an der Bundesautobahn 3. Am Main entlang führt sie unter dem Namen Bocksbeutel-Ferienstraße bis Ochsenfurt (bei km 17), wo sie den Main überquert und in südlicher Richtung von ihm weg führt. Hinter Ochsenfurt befindet sich etwa 20 Meter neben der Bundesstraße die Mautpyramide. Nach dem Verlauf durch das fränkische Kernland und den Naturpark Frankenhöhe erreicht die B 13 bei km 81 Ansbach, die Hauptstadt des Regierungsbezirks Mittelfranken.
In Gunzenhausen (bei km 116) trifft die Straße auf die Altmühl, unweit des Altmühltals passiert sie die Stadt Weißenburg in Bayern (bei km 136) und führt weiter in die barocke Domstadt Eichstätt. Bei km 187 erreicht sie die bayerische Großstadt Ingolstadt, verläuft durch weite Teile des Stadtgebiets (unter anderem als Münchener Straße) und überquert hier die Donau.
Zwischen hauptsächlich landwirtschaftlich genutzten Flächen führt die B 13 nun in die Metropole München (bei km 267), wo sie über die Ingolstädter Straße in die bekannte Leopoldstraße übergeht. Im Innenstadtbereich ist sie als Bundesstraße aufgehoben, nachdem sie den Mittleren Ring überquert hat. Im Süden verläuft die Straße als Tegernseer Landstraße aus München heraus, jedoch erst ab der Abzweigung des Mittleren Ringes in die Chiemgaustraße wieder als eigenständige Bundesstraße. Nach einem kurzen Stück im Stadtbereich geht sie in die  A 995 über. An der Ausfahrt Sauerlach zweigte die B 13 wieder ab. Der Abschnitt Sauerlach-Holzkirchen wurde wegen der weitgehend parallel verlaufenden BAB A8 zur St 2573 herabgestuft, seither beginnt die B13 erst wieder in Holzkirchen. Auf landschaftlich zunehmend attraktiverer Strecke führt sie ins Alpenvorland hinauf nach Bad Tölz (bei km 319).
Ab hier führt sie entlang des Oberlaufs der Isar über Lenggries hoch bis zu den Ufern des Sylvenstein-Stausees in der Nähe der österreichischen Grenze, wo sie an der gebirgigen Bundesstraße 307 endet.
Die Gesamtstreckenlänge der Bundesstraße 13 beträgt 342 Kilometer, die aufgehobene und umgewidmete Teilstrecke zwischen München und Holzkirchen mitgerechnet.

## Durchquerte Landkreise
- Regierungsbezirk Unterfranken
  - Landkreis Würzburg
  - Landkreis Kitzingen
- Regierungsbezirk Mittelfranken
  - Landkreis Neustadt an der Aisch-Bad Windsheim
  - Landkreis und Stadt Ansbach
  - Landkreis Weißenburg-Gunzenhausen
- Regierungsbezirk Oberbayern
  - Landkreis Eichstätt
  - Kreisfreie Stadt Ingolstadt
  - Landkreis Pfaffenhofen an der Ilm
  - Landkreis Dachau
  - Landkreis Freising
  - Landkreis und Stadt München
  - Landkreis Miesbach
  - Landkreis Bad Tölz-Wolfratshausen